# Épreville-en-Roumois
Épreville-en-Roumois és un municipi francès situat al departament de l'Eure i a la regió de Normandia. L'any 2007 tenia 366 habitants.

## Demografia

### Població
El 2007 la població de fet d'Épreville-en-Roumois era de 366 persones. Hi havia 134 famílies, de les quals 25 eren unipersonals (8 homes vivint sols i 17 dones vivint soles), 42 parelles sense fills i 67 parelles amb fills.
La població ha evolucionat segons el següent gràfic:
Habitants censats

### Habitatges
El 2007 hi havia 153 habitatges, 138 eren l'habitatge principal de la família, 9 eren segones residències i 6 estaven desocupats. Tots els 153 habitatges eren cases. Dels 138 habitatges principals, 121 estaven ocupats pels seus propietaris, 16 estaven llogats i ocupats pels llogaters i 1 estava cedit a títol gratuït; 3 tenien dues cambres, 13 en tenien tres, 30 en tenien quatre i 92 en tenien cinc o més. 99 habitatges disposaven pel capbaix d'una plaça de pàrquing. A 48 habitatges hi havia un automòbil i a 84 n'hi havia dos o més.

### Piràmide de població
La piràmide de població per edats i sexe el 2009 era:
| Homes | Edats   | Dones |
| ----- | ------- | ----- |
| 0     | 95 o +  | 0     |
| 0     | 90 a 94 | 0     |
| 4     | 85 a 89 | 0     |
| 0     | 80 a 84 | 4     |
| 8     | 75 a 79 | 0     |
| 4     | 70 a 74 | 8     |
| 12    | 65 a 69 | 4     |
| 4     | 60 a 64 | 4     |
| 4     | 55 a 59 | 4     |
| 12    | 50 a 54 | 16    |
| 8     | 45 a 49 | 16    |
| 24    | 40 a 44 | 8     |
| 12    | 35 a 39 | 12    |
| 4     | 30 a 34 | 16    |
| 24    | 25 a 29 | 12    |
| 4     | 20 a 24 | 4     |
| 20    | 15 a 19 | 8     |
| 32    | 10 a 14 | 12    |
| 4     | 5 a 9   | 12    |
| 8     | 0 a 4   | 8     |

## Economia
El 2007 la població en edat de treballar era de 259 persones, 201 eren actives i 58 eren inactives. De les 201 persones actives 189 estaven ocupades (106 homes i 83 dones) i 11 estaven aturades (5 homes i 6 dones). De les 58 persones inactives 11 estaven jubilades, 28 estaven estudiant i 19 estaven classificades com a «altres inactius».

### Ingressos
El 2009 a Épreville-en-Roumois hi havia 142 unitats fiscals que integraven 384,5 persones, la mediana anual d'ingressos fiscals per persona era de 20.450 €.

### Activitats econòmiques
Dels 9 establiments que hi havia el 2007, 1 era d'una empresa alimentària, 3 d'empreses de construcció, 2 d'empreses de comerç i reparació d'automòbils, 1 d'una empresa de transport, 1 d'una empresa d'hostatgeria i restauració i 1 d'una empresa de serveis.
Dels 3 establiments de servei als particulars que hi havia el 2009, 1 era un paleta, 1 guixaire pintor i 1 empresa de construcció.
L'únic establiment comercial que hi havia el 2009 era una fleca.
L'any 2000 a Épreville-en-Roumois hi havia 23 explotacions agrícoles que ocupaven un total de 531 hectàrees.

## Equipaments sanitaris i escolars
El 2009 hi havia una escola elemental integrada dins d'un grup escolar amb les comunes properes formant una escola dispersa.

## Poblacions més properes
El següent diagrama mostra les poblacions més properes.